# 第18族元素
第18族元素（だいじゅうはちぞくげんそ）とは、元素周期表における第18族に属する元素、すなわちヘリウム・ネオン・アルゴン・クリプトン・キセノン・ラドンを指す族名である。なお、これらのうちで安定した核種を持つのは、第1周期元素のヘリウムから第5周期元素のキセノンまでであり、ラドンとオガネソンは放射性元素である。貴ガス（きガス、英語: noble gas）と呼ばれる。英語表記の変更があった2005年までは希ガス・稀ガス（きガス、英: rare gas）と呼ばれていた。

## 概要

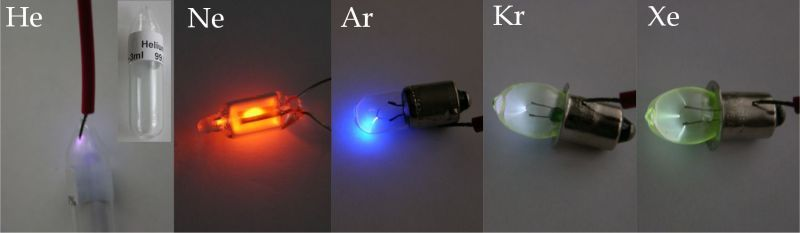
電球に封入した貴ガスの発光。

第18族元素は、原子軌道の最外殻のうち比較的エネルギーの低い軌道であるs軌道とp軌道が閉殻となっているため化学的に不活性であり、しばしば単原子分子として存在する。なお、He、Ne以外の貴ガス元素に関しては最外殻には空きがあるため（例えばArは3d軌道が空いている）、狭義には閉殻であるとは言えない（ただし前述の通り、sとpの副電子殻はそれぞれ閉殻である）。かつて第18族元素には化合物が知られていなかったために、化学反応を起こさないという意味で不活性ガス（inert gas）類と呼ばれた。しかし、化学的な不活性さの度合いは、第1周期元素のヘリウムを筆頭として、周期が進むにつれて弱くなる。安定核種が存在する最後の周期である第5周期のキセノンに化合物が見つかったことを皮切りに、現在では他の第18族元素にも化合物が見つかっており、完全に不活性というわけではない。
希ガス・稀ガス（英語: rare gas）の名称は「稀（まれ）な」に由来する。これもかつて化学的分離や抽出が困難であった時代の名称の名残である。カリウム40の崩壊によりアルゴンが地球の大気に比較的多く含まれているため、この名称は不正確である。貴ガス（英: noble gas）の名称は、貴金属（英: noble metal）に対応して反応性が低いことに由来するもので、1898年にヒューゴ・エルトマンがドイツ語でEdelgasと名付けたのを訳したものである。日本の高等学校化学の教科書では、全ての出版社が「希ガス」と表記（一部で「貴ガス」と併記）しているが、英語ではIUPAC（国際純正・応用化学連合）の2005年勧告を受けてnoble gasの表記がされている。これについて日本化学会は2015年3月17日に、今後は日本国外の高校教科書が例外なく使用している「noble gas」に合わせて、「貴ガス」表記に変更するよう提案している。2022年4月からの新課程で貴ガスが用いられるようになった。
ヘリウムを除いて、常圧かつ凝固点以下で弱いファンデルワールス結合による結晶（単原子分子による分子性結晶）を形成する。

## 化合物
貴ガスの性質を研究する中で、既に水和物やクラスレート型の化合物が見つかってはいた。しかしながら、これらの化合物においては水素結合の網目構造の中に貴ガス原子が閉じ込められているだけであり、狭義の化合物とは呼べない。貴ガス原子が化学結合をしている最初の貴ガス化合物は、1962年5月、カナダのブリティッシュコロンビア大学のネイル・バートレットとD・H・ローマンによって合成されたヘキサフルオロ白金酸キセノン（XePtF6）である。酸素分子 O2 を酸化するヘキサフルオロ白金酸の反応から類推し、O2（12.2 eV）とほぼ同じイオン化エネルギーを持つキセノン（12.13 eV）を酸化できるのではと考えたことが成功の鍵であった。8月には XeF4 が、同年末は XeF2 と XeF6 も合成された。
1963年には、放電を用いてクリプトンの化合物（KrF2）が合成され、また同年にラドンの化合物も合成された。
ハロゲン化物としては、キセノンあるいは、クリプトンのフッ化物が知られている。2000年にはアルゴンの安定な化合物、アルゴンフッ素水素化物（HArF）も報告された。
酸化物としては、六フッ化キセノン XeF6 または四フッ化キセノン XeF4 が水と反応した三酸化キセノン XeO3 が知られる。
2017年には国際研究チームがヘリウムの化合物としては初のヘリウム化二ナトリウムの合成に成功した。なおネオンの化合物で発見されたものはない。

## 利用
- 真空管の中にこれらの気体を充填し、放電を行うと、気体の種類によって様々な色の光を発する。この性質はネオン管（ネオンサイン）や消毒ランプなどに利用される。

- 反応性が低いことから、太陽系形成初期の同位体組成比を維持していると考えられるため、極微量の貴ガス分子でも高感度に検出できる専用の質量分析計を利用し、地球内部[11]及び地球外岩石の由来や様々な過程の情報を分析することが可能である[12]。例えば、小惑星探査機はやぶさが持ち帰った小惑星イトカワのサンプル解析に用いられた[13]。

- 地球の大気に比較的多く含まれるアルゴンは、第18族元素の中では比較的安価なので、やはり反応性が低いことを利用して、食品などの酸化を防ぐために、食品と共にアルゴンを密封容器に封入されることがある。

- 白熱電球のフィラメントが気化することを抑えるため、電球内に封入される。1913年にアーヴィング・ラングミュアがこの方法を開発するまで電球内の空間は真空にされており、昇華によるフィラメントの消耗が大きかった。

- キセノンは麻酔薬として利用されることがある[14]。

## 発光色
| Glass tube shining violet light with a wire wound over it           | Glass tube shining orange light with a wire wound over it        | Glass tube shining purple light with a wire wound over it            | Glass tube shining white light with a wire wound over it        | Glass tube shining blue light with a wire wound over it          |
| Glass tube shining light red                                        | Glass tube shining reddish-orange                                | Glass tube shining purple                                            | Glass tube shining bluish-white                                 | Glass tube shining bluish-violet                                 |
| Illuminated light red gas discharge tubes shaped as letters H and e | Illuminated orange gas discharge tubes shaped as letters N and e | Illuminated light blue gas discharge tubes shaped as letters A and r | Illuminated white gas discharge tubes shaped as letters K and r | Illuminated violet gas discharge tubes shaped as letters X and e |
| Helium line spectrum                                                | Neon line spectrum                                               | Argon line spectrum                                                  | Krypton line spectrum                                           | Xenon line spectrum                                              |
| ヘリウム                                                            | ネオン                                                           | アルゴン （「Ar」の文字のものは水銀が混ざっている）                  | クリプトン                                                      | キセノン                                                         |

気体の放電による発光の色は、いくつかの要因によって変化する。例えば：
- 放電時のパラメータ。局所的な電流密度や電場、温度など。一番上の列の写真では、放電管の中の位置によって色が様々に異なっている。
- 気体の純度。わずかに他の気体が混入しても色に影響する。
- 放電管の材料。一番下の列の写真では、家庭用の厚いガラス管でできており、紫外光および青色光が抑えられていることに注意。